# Lichenochrus marmoratus
Lichenochrus marmoratus är en insektsart som beskrevs av Sjöstedt 1901. Lichenochrus marmoratus ingår i släktet Lichenochrus och familjen vårtbitare. Inga underarter finns listade i Catalogue of Life.